# 租界

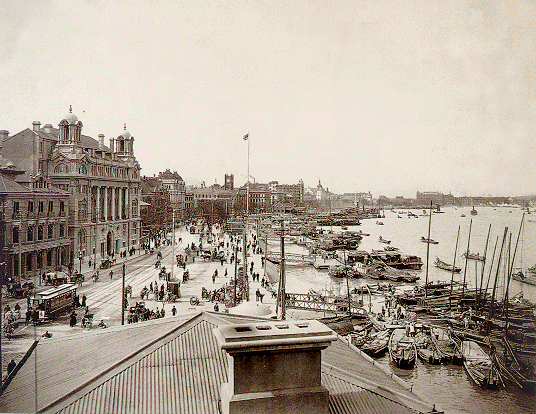
20世纪初的上海公共租界外滩

租界是指外国於一国商埠开辟且经营的居留及贸易区域，特点是由外國人接管並创建当地行政管理权及部分主权，并主要由外国领事或侨民组织成的工部局等市政机构行使上述权力，从而使这些地区成为不受当地政府直接管理、和他國對話的「窗口」:384。

## 概述

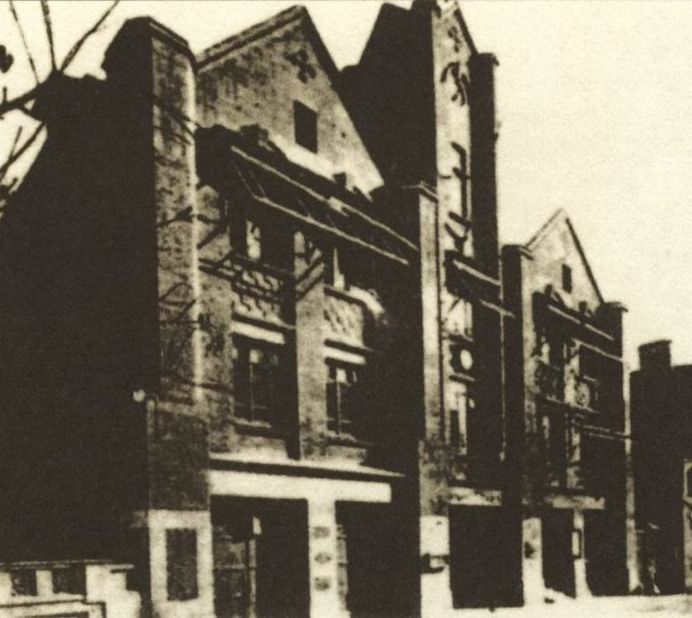
汉口俄租界

1861年3月21日。巴夏礼与湖北布政使唐训方在湖北藩司衙门订立《汉口租界条款》:26：“……自定此约之后，即不准民人在租界内再造房屋、棚寮等。……”:519，这是汉语中首次出现“租界”一词:26。一般认为，租界要具备中外文件条约作为依据，有明确的地域四至，区域内的外国居留民行使独立完善的行政、司法体系。中国的租界制度以最早建立的上海租界为蓝本，并影响到其他租界。租界最主要的特点是内部自治管理，并不由租借国派遣总督，而是成立市政管理机构——工部局，担任市政、税务、警务、工务、交通、卫生、公用事业、教育、宣传等职能，兼有西方城市议会和市政厅的双重职能。
租界按照开辟和管理状况，分爲兩类，一类是由一国单独开辟并专管，称为“专管租界”，另一类由多国开辟和共管，称为“公共租界”。由於公共租界内的行政權分屬租借各國，治权划分可能存在分歧，利于他人在租界之中進行不正當甚至是違法活動。

## 成因
1845年11月29日，中國上海出現了第一塊租界。由於與被割讓的领土不同，租界在名義上其領土仍屬出租國，並且自身不具備治外法權的屬性。1842年中英《南京條約》內文列明英國人有權居住在上海，南京條約《善後事宜清冊附粘和約》（即《五口通商附粘善後條款》或稱《虎門條約》）規定「……中華地方官應與英國管事官各就地方民情地勢，議定界址，不許逾越，以期永久彼此相安。……」「……中華地方官必須與英國管事官各就地方民情，議定於何地方，用何房屋或基地，系准英人租賃……」作為地方官蘇松太道時任道台宮慕久依約和英國管事官簽訂《土地章程》。
这份《上海租地章程》，有文如下：“……为晓谕事：前于大清道光二十二年（一八四二年）奉到上谕内关：英人请求于广州、福州、厦门、宁波、上海等五处港口许其通商贸易，并准各国商民人等挚眷居住事，准如所请，但租地架造，须由地方官宪与领事官体察地方民情，审慎议定，以期永久相安……”
清朝期間劃設的二十七个外国租界中还有厦门鼓浪屿租界，天津美租界（后并入英租界）、比利时租界、意大利租界、广州沙面租界等都存在中国当局主动出让外国作为租界使用的情况。就如1843年在广州，英国本想租用地块是十三行对岸河南的数十亩田地，清廷当局并无异议，然而地方乡绅“会齐四十八乡，集约二千余人”大肆反对征地，英方并无付诸暴力，同意放弃选择，所以后来直到1859年7月才正式与法国共同由清廷政府处租获沙面。
中华民国二次革命时期，袁世凯的北洋政府为解决革命党人在法租界进行对抗政府的活动，于1914年4月7日与法国驻上海领事签订一份条约，當中法国承诺「法租界不得窝藏革命党，一有查出，立即逮捕法办、或驱逐出境」，同時將上海法租界面积扩展至15150亩。

## 管治

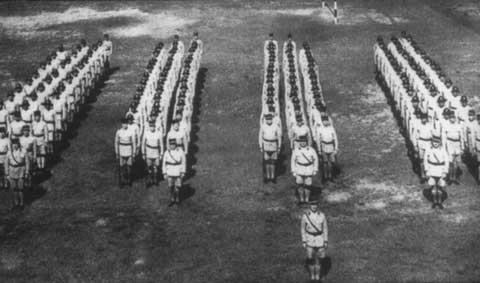
20世纪30年代上海法租界的巡捕，其成员多来自越南，也包括不少中国人

### 制度架构
租界的行政自治權限制了租让國在其区域内行使行政權，部分租界甚至還有立法權限（《中國人權發展紀錄》，第一章第5節）。租界的领土主权所有国將租界視爲外國管辖下的領土，不敢輕易干涉租界内部事務，更別提軍隊、警察開駐，因此難以對租界内的行爲進行司法活動，要從租界引渡犯罪的非租界使用國公民一般就會很困難。這個特點也往往令租界成爲一些異議份子或戰爭時期平民的避難場所。
不过翻查《中英五口通商章程》又有规定“英国人犯罪，依英国法律管；中国人犯罪，依中国法律管。”在1850年代，上海租界里的英美巡捕，每次抓到中国人犯，都是会移交给上海县的清朝衙门办理，每日大约有20起刑事案件，但是上海县衙门借口不识英文案卷，往往草率放人。重获自由者往往会再潜入租界继续犯罪，为此西人很不满上海衙门的审理手法。
與近代各國在北京设立的东交民巷使館界不同的地方在於，租界容許外國人（不僅是外交人員）進行任意不違反國籍所屬國法律的活動。換言之就是租界内的活動可能有違反租界所在國法律的行爲。同等性質的還有“居留地”。

### 管治机构与相关队伍
在1876年以前与中国有关的所有租界條約中，外國人居留地都只有土地的租賃使用權，而沒有佔有權。太平天國時期，其將領李秀成曾率兵攻至上海近郊，由於太平天國早先的政治領袖楊秀清曾公開要求外國不要插手干涉太平天國的活動，被外國人解讀為不支持本國勢力在中國的存在，因而他們在租界組織了“洋槍隊”，協同巡捕維護租界安全。原來租界沒有中國人居住，由於富商逃難而入，導致租界當局藉口人滿為患，擴大地界；藉口维护華洋雜居現象后的治安，設立員警和法庭；這些原本只屬於國家機關的行政機構不斷發展，並最終形成“工部局”（Municipal Council的中文譯名）。
後來，工部局成為一個擁有軍隊、警員、監獄和法庭的租界行政機構，又有徵稅、審判、管理市政設施、教育、衛生等各項權力，成爲租界事實上的政府。這套制度在上海完善后，被推廣到其他口岸。1876年中英《煙臺條約》使之合法化。
中國公共租界出現了近代歷史上具有警察意義的公務員——“巡捕”。巡捕的組成不僅包括租界使用國公民，印度人、越南人、中國人也有擔任巡捕的紀錄。巡捕以租界使用國的法律為基準，加上部分中國籍巡捕存在有針對本國公民濫用職權等違法行爲，故而經常被當地人稱爲“漢奸”、“走狗”等具有民族主義情緒的稱呼。

## 影响
租界一般分佈在沿海、沿河等通商口岸或便於貿易活動的城市中，換言之就是外國資本主義能夠進行經濟活動的地點。由於租界的特點，外國人多願意在租界投資辦廠或從事貿易活動，此外也建立教堂進行傳教、開辦具有本國特點的學校、醫院、墳墓等附屬設施。因而租界的經濟文化繁榮程度往往遠高於其周圍的地區，依照城市發展的方式，自然而然的成爲該城市的商業中心，並以租界為中心向外慢慢擴張，為城市留下有別于傳統文化的，濃厚的外國特色。並成爲帶動城市部分相關行業發展的契機。對於相當多曾經是通商口岸的城市而言，其城市的幾何中心一般都有租界的影子，可見租界對部分城市區位因素的影響。
現在租界由於其在歷史上的地位及作用，被大部分歷史學家認爲是殖民地、半殖民地国家所特有的接觸機會。歷史上19世紀中葉以前的日本、印度、伊朗均有租界的存在。中國上海第一塊租界也於1845年11月29日由宫慕久以道台名义和告示形式公布《上海租地章程》後出現。
租界的法治清明亦直接促进大清施行司法改革。当年西人向清政府明着说：“只要大清国改善司法公正问题，我们可以归还租界”。这件事直接刺激满清政府启动晚清司法改革，废除了凌迟、枭首等一系列野蛮酷刑，并初步建立大清国律师制度和人权保护的框架。同時也給中國的法制文明提供了指南，透明度與法律普及進步，主要有醫療衛生、交通安全，訴訟等方面，上海租界洋華法制共存，其对中国近代城市的建设与发展影响很大，为中国的区域法制建设提供了一定的有益借鉴。

## 促成爭取公民權事件
中國居民在租界內並不具備公民權利。舉例，在上海的公共租界，中國居民佔人口97%以上，納稅額達80%，但在管理租界的工部局沒有代表，也沒有發言權。工部局由九位外國成員控制，只代表少數商人及列強僑民的利益。法租界比公共租界更不民主，基本法律由法皇拿破侖三世於1868年批准後，一直執行沒有更改。上海租界內也有發生過巡捕毆打無辜市民的案件（詳見：老閘捕房）。更有传言称法租界公園門口曾豎立「華人與狗不得入內」牌子，到1928年的規定才有改變。上海租界的工廠勞工屢受剝削，婦女和兒童不分晝夜長時間工作，報酬微薄，甚至有些工人只得膳宿而毫無薪酬。
五四運動時期，上海和其他城市租界當局對五四運動的態度由讚揚到後來改為反對，公共租界當局於1919年6月6日警告公眾不能在租界內派傳單、懸掛有煽動民眾字眼的旗幟，也警告公眾不得在街上集會，又決議鎮壓一切罷工、抵制日貨、街頭講演和其他學生運動，將上海學生聯合會驅逐出租界。當6月12日，一隊由商人、工人及部份學生組成的遊行隊伍進入公共租界時，遭法國巡捕襲擊和驅散，部份中國工人和商人在街頭搏鬥中被公共租界工部局警務處人打死或打傷。
五四事件後，上海的中國居民更有效地組織起來，如組成馬路聯合會、中國納稅人協會等等，抗議「中國納稅人在納稅人大會上沒有發言權，被剝奪了公民權」。因此，租界在五四事件後促進了上海租界的中國人爭取公民權的進步，並蔓延到其他有租界的大城市。

## 在中国设立的租界
历史上中国租界内的商务活动为拉动通商口岸城市经济发展，刺激中国民族资本主义产生，有人認為租界传播近代民主、科学文化，提供宗教信仰和政治宣传起到了很大作用，部分租界内共公设施完善，治安相对平稳。可是，也有說法指，因為中國人在租界沒有公民權，工廠工人生存條件惡劣，因此租界並沒有為中國示範西方民主，令知識分子對西方深感失望。租界也为部分政治流亡者提供庇护，如鲁迅就曾在租界生活过，并影响了他的政治观念。其《且介亭杂文》的“且介”二字就来自于“租界”两字。租界繁荣的经济发展，吸引了相当数量的中国上游阶层，在那里定居，消费。上海正因其繁荣的租界，被时人称为“十里洋场”，并很快成为中国各地租界的代名词。
1845年11月15日，上海道台宮慕久與英國領事巴富爾，簽定《上海租地章程》，成為中國第一個合法租界。這份章程是上海道台主動向英國領事提議，將黃埔江河灘上無人居住的土地，租借給英國，讓英國僑民居住。
租界在19世纪末20世纪初，一直是发展迟滞的中国城市中最引人注目的地方。租界由于其不受清廷法律管制，烟馆、妓院等于租界中随处可见。尤其是鸦片馆，有说在当时很多中国人看来，鸦片馆这种摧毁中国人意识的毒瘤可以公开在租界中出现，是外国人对中国的蔑视和敌对的最好写照。反之大量土製鴉片亦遠銷洋人，因而在租界烟馆门外，时有暴发冲突。直到1909年英國才開始帶頭禁菸，1914年後大致沒有煙館。
在1860年《北京条约》签订允许中国人前往国外做工后，出现大量外国人通过非法手段透过租界将中国人带往国外做苦工的事件。在西方，奴隶贸易早已被法律所禁止，而实际上中国劳工是被这些外国人所买卖，用于开发海外殖民地。
对于劳工出国协定，一般的华工根本不知其含义。在寻找出国华工的时候，广东、福建甚至发生了外国人利用武力强制中国人签约出国，导致一段时间内人们对华工出国一事噤若寒蝉。曾任美国驻华公使的伯驾就曾指出：“（中国的）苦力贸易原来同奴隶贸易是一模一样的。”随着华工出国现象产生了对这些工人的蔑称“猪仔”。

### 各国在华租界数目
中国自1845年英国从《上海租界章程规定》中取得第一块租界，至1902年奥匈帝国设立天津租界，曾出现过25个专管租界和2个公共租界。后经合并，至清末，中国共有22个专管租界和2个公共租界:1。
各国在华租界分布:1—2、283—289：
- 大不列颠及爱尔兰联合王国　7处，后减为6处：
  - 上海英租界（后与上海美租界合并为上海公共租界）、厦门英租界、天津英租界、镇江英租界、新界、汉口英租界、九江英租界、广州英租界，另有未建成6处：营口、江宁、宜昌、芜湖、温州、烟台

- 大日本帝国　5处：
  - 苏州日租界、杭州日租界、天津日租界、汉口日租界、重庆日租界，另有未建成4处：沙市、福州日租界、厦门、营口

- 法兰西共和国　4处：
  - 上海法租界、天津法租界、广州法租界、汉口法租界，另有未建成2处：烟台、江宁

- 美利坚合众国　2处
  - 上海美租界（后与上海英租界合并为上海公共租界）、天津美租界（先归还清政府，后并入英租界），另有未建成1处：温州

- 德意志帝国　2处：
  - 汉口德租界、天津德租界

- 俄罗斯帝国　2处：
  - 汉口俄租界、天津俄租界

- 意大利王国1处：
  - 天津意租界

- 奥匈帝国　1处：
  - 天津奥租界

- 比利时王國　1处：
  - 天津比租界

- 公共租界　2处：
  - 上海公共租界（由英美租界合并而成）、鼓浪屿公共租界（英、美、德、法、西、日、丹麦、荷兰、瑞典-挪威聯合王國）

### 上海租界

上海法租界纹章

- 上海英租界（后与上海美租界合并成上海公共租界）
- 上海美租界（后与上海英租界合并成上海公共租界）
- 上海公共租界（Shanghai International Settlement）
- 上海法租界（La concession française de Changhaï）

### 天津租界

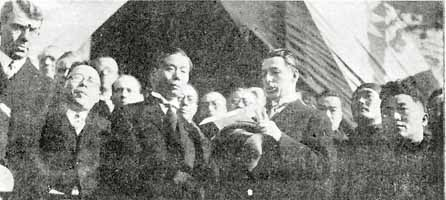
1931年中国收回天津比租界

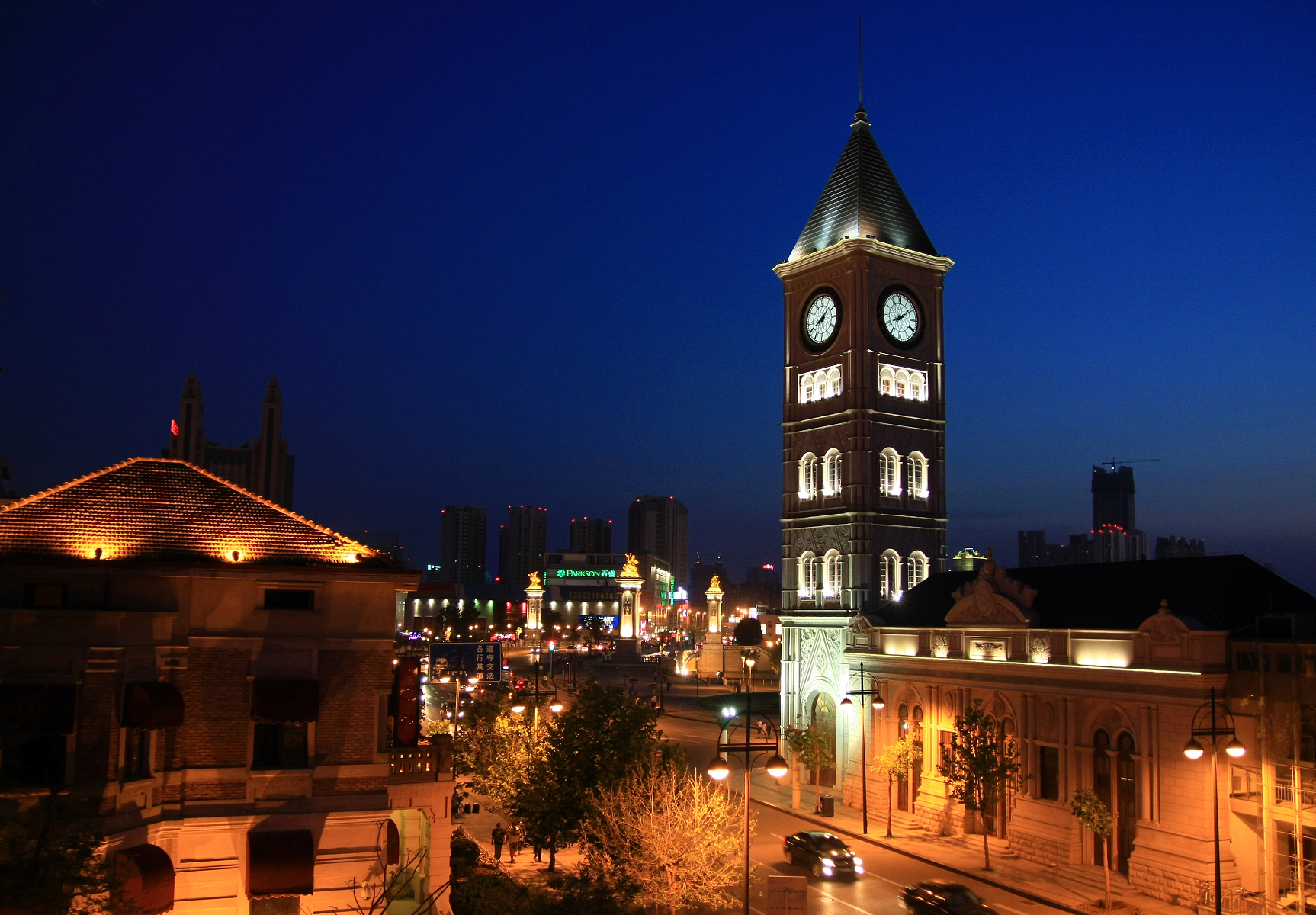
现今的天津租界已经成为旅游景点，图中为天津意式风情区

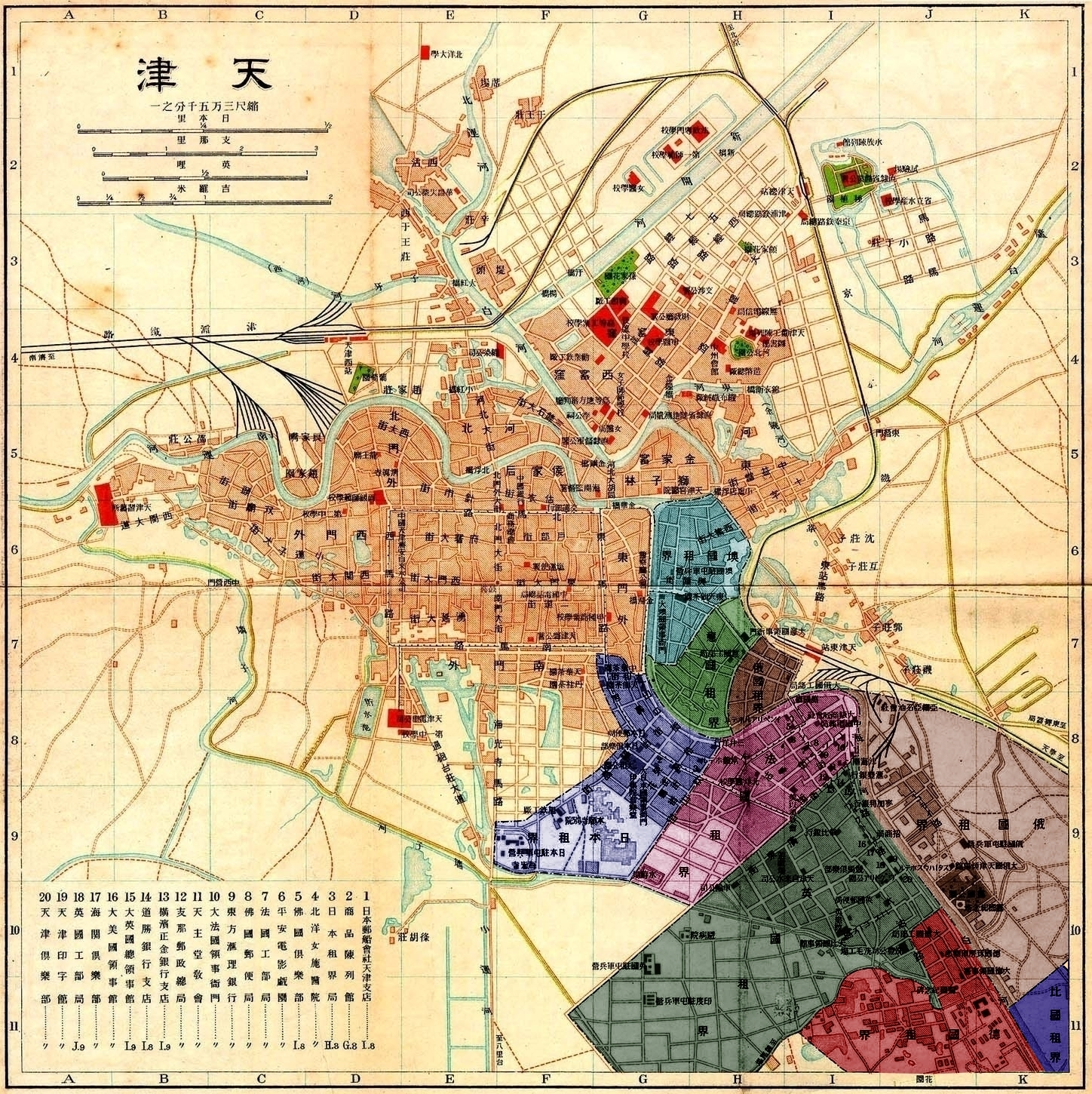
天津租界地图：
海河东岸：
天津奥租界
天津意租界
天津俄租界（分为两部分）
天津比租界
海河西岸：
天津日租界
天津法租界
天津英租界
天津德租界

天津租界，是1860年至1945年期间，大英帝国、法国、美国、德意志帝国、意大利王國、俄羅斯帝国、大日本帝國、奥匈帝国和比利时殖民帝國等国通过签订条约和协议在中国天津老城东南部区域相继设立的拥有行政自治权和治外法权的租借地。1860年，英国首先在天津设立租界，最高峰时有9个国家在天津设立租界。同时，天津也是中国最早收回租界的城市之一。1945年日本投降后，正式收回天津的最后两个租界，标志着天津租界历史的结束。
天津租界开辟之后，西方文化对天津各个方面的影响不断渗透。租界的建设对天津的城市建设起到了促进和示范的作用。天津租界除了影响天津城市风貌的改变之外，租界文化还通过与教会有关的教育、报刊杂志等影响着天津人的文化生活。由租界教会创办的学校、医院、报刊和杂志，代表着不同国籍、不同政治利益，某种程度上也意味着文化殖民。但是它们同时又代表着不同的文化，呈现出多元性、多样性的特点，客观上促进了天津文化的多元融合与发展，在近代天津迈向现代大都会的初期，发挥了重要的作用。
天津租界是西洋文化和中国传统及地域文化承载体，是天津多元文化的重要组成部分，曾作为中国近代历史上北方最为繁华的“徽辅首邑”，见证了天津近代的繁荣和辉煌。天津租界中具有各国风格样式的建筑在中国接收后得到了不同程度的保留，使得天津老城部分区域至今依旧保留着百年前的风格。
- 天津英租界（1860年－1943年）

1860年10月24日，中英双方在北京签订《续增条约》:144，英国驻华公使卜鲁斯（Bruce）依据该条约第四款“续增条约画押之日，大清大皇帝允以天津郡城海口作为通商之埠，凡有英民人等至此居住贸易，均照经准各条所开各口章程，比例划一无别。”照会清政府：“欲永租津地一区，为造领事官署及英商住屋、栈房之用。”:39:145同年十一月六日，清政府正式批准在天津设立英租界，其界址为：东至海河，西至海大道（今大沽路），北至宝士徒道（今营口道），南至博目哩道（今彰德道），占地460亩，后被称为“原订租界地”:39。1897年:11，英国以“洋行日多，侨民日众，租界不敷应用”为由，将英租界自海大道（今大沽路）向西扩展到墙子河内侧的围墙（今南京路北侧），计地1,630亩:40，同年3月5日:40，津海关道唐绍仪正式发出布告予以承认，此称之为“新增界”:40。1902年，将英租界之南、沿海河右岸，开滦胡同（今开封道）迤北的美租界131亩的地域并入英租界，同年十一月二十四日，津海关道发出布告予以承认，此称之为“南扩充界”:40—41。
- 天津美租界（1860年－1902年）

1860年随同英国在天津强划租界，美国也在英租界南面相邻设立一个租界，在1902年合并入英租界。
- 天津法租界（1861年－1946年）

1861年6月2日，清政府与法国政府签定《天津紫竹林法国租界地条款》，划定法国租界。
- 天津德租界（1895年－1917年）

1895年，德国驻华公使绅柯向清廷总理衙门提出照会，借口德国在中日甲午战争中“迫日还辽（东半岛）”有“功”，向清政府索取租界，要求享受与英、法等国同等特殊待遇。清政府饬令天津海关道同驻津德国领事商谈划定租界事宜。同年九月十三日（10月30日），天津海关道盛宣怀、天津道李岷（一作琨）琛与德国领事司艮德签订《天津条约港租界协定》，允许德国在天津永久设立租界。
- 天津日租界（1898年－1943年）

1896年7月21日，清朝政府和日本政府签订《中日通商行船条约》。1898年8月29日，根据《中日通商行船条约》，清朝政府和日本政府签订《天津日本租界协议书及附属议定书》，划定日本租界，南临法租界，西北与老天津城相望。
- 天津俄租界（1900年－1924年）

1900年八国联军入侵后，俄国先强占，然后再和清政府于光绪二十六年（1900年）十一月九日签订了《天津租界条款》，正式划定俄租界。
- 天津意租界（1902年－1947年）

1902年6月7日，天津海关道唐绍仪与新任意大利驻华公使嗄里纳签订了《天津意国租界章程合同》。划定意国租界的范围。位置介于天津奥租界与天津俄租界之间，南临海河，北到津山铁路，距离天津站不远。
- 天津奥租界（1902年－1917年）

1900年八国联军占领天津时，德国军队占领了天津城东海河东浮桥对岸的一片市区，当这支部队调防北京时，改由奥国军队驻守。当俄国、意大利、比利时陆续在天津开辟租界后，奥匈帝国也要求援例设立专管租界。1902年12月27日（清光绪廿八年十一月二十八日），奥匈帝国驻天津署理领事贝瑙尔与天津海关道唐绍仪订立了《天津奥国租界章程合同》，天津奥租界正式开辟。
- 天津比租界（1902年－1931年）

1900年八国联军入侵天津、北京时，比利时并没有派兵参战，但是在11月17日，比利时驻天津领事梅禄德向天津领事团宣布，他奉比利时驻华公使之命，占领海河东岸俄国占领区以下长1公里的地段。1902年2月6日，清政府天津道台张莲芬与比利时驻天津代理领事嘎德斯签定《天津比国租界合同》。位置在俄租界以南，海河与大直沽村之间，直到小孙庄，面积740亩。同时，还规定，如果日后比租界商务兴旺，可以开辟由比租界到京山铁路的通道，作为比租界的预备租界，这片土地不得卖与别国。

### 汉口租界

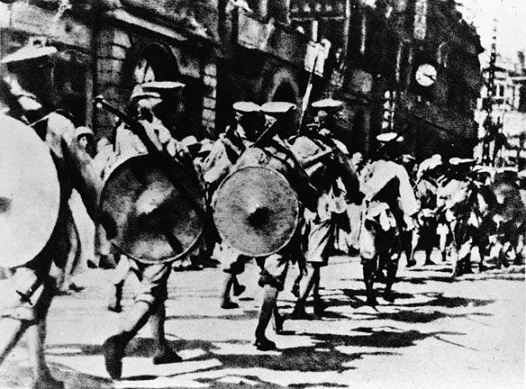
中国国民政府在北伐时期收回汉口英租界

汉口租界的数目仅次于天津。其中在甲午战争以前只有一个汉口英租界；在甲午战争之后的数年间增加了4个（法、日、俄、德），形成5国租界沿江岸排列的局面（1898年－1917年）；1917年汉口德租界被北洋民国政府收回，1924年汉口俄租界被北洋民国政府收回，1926年汉口英租界被北伐军国民革命政府收回。1927年以后，减少到2个：汉口法租界和汉口日租界。

### 苏州租界
苏州日租界是苏州唯一的租界。于1897年开辟，约484亩。位于城南盘门外京杭大运河边的青旸地。相比日本其他在华租界，苏州日租界显得开发无力。各国洋行，甚至日本商业，几乎无一设在本租界内，而是设在阊门一带。1907年沪宁铁路从苏州城北经过，使得苏州日租界的前景更加暗淡。1926年，苏州日租界建成瑞丰丝厂。1943年，日方将租界交还给汪精卫政府。

### 杭州租界
杭州日租界是杭州唯一的租界，是日本在华的第二大租界。1895年11月，日方欲在涌金门旁的西湖边开辟租界，遭到中国政府的拒绝，只愿将杭州城北15里处拱宸桥以北、京杭大运河东岸划为类似宁波江北岸性质的外国人公共居留地，中国保留行政管理权。1897年5月13日，杭嘉湖道道台王祖光与日本驻杭州领事小田切万寿之助在杭州重新签订了开辟杭州日租界的章程《杭州日本租界续议章程》，规定日本人居留区改为日本专管租界。杭州日租界因为远离杭州城，始终未能繁荣，绝大部分地段一直是农田和坟墓。1943年，日方将租界交还给汪精卫政府。

### 福州租界
清光緒二十四年（1899年）4月28日，日本驻福州领事与福建宁福道道员签订《福州日本租界条款十二款》，划福州口岸天主堂码头东界起，沿闽江地带17万坪，以及新洲约40万坪，为日租界。

### 厦门租界
根据1842年《中英南京条约》，厦门成为最先开放的五个通商口岸之一。厦门鼓浪屿岛被英军占领到1845年。撤军之后，英国于1852年在厦门岛沿内港海岸获得了一块滩地兴建英国租界，面积约24亩。1895年中日甲午战争后，厦门受到日益上升的日本势力的威胁，为了寻求所谓的“国际保护”，清廷于1902年主动将鼓浪屿出让为公共租界。国民政府先后于1930年和1945年收回了厦门英租界和鼓浪屿公共地界。

### 广州租界
- 广州英租界
- 广州法租界

### 九江租界
九江英租界是九江唯一的租界。1861年初，英国参赞巴夏礼乘坐军舰前往根据条约新开辟的长江口岸勘察形势，选定将要开辟的租界界址。3月22日，巴夏礼从汉口返回九江。他一度计划改到控扼鄱阳湖口的湖口开辟商埠，但是经过江西省官员的一再劝说，最终确定在九江开辟商埠。租界的位置位于九江府城以西，长江与甘棠湖之间的狭窄地段，面积150亩。在九江英租界存在期间，曾经发生过数起中外冲突事件。1927年1月6日，九江英租界被大批中国民众冲击。3月15日，武汉国民政府收回九江英租界。

### 镇江租界
- 镇江英租界

### 重庆租界
- 重庆日租界

### 收回租界
租界是中国近代史中正面與負面皆影响中国政局的因素之一。除經濟效益外，人民革命運動成功與租界也密不可分，比如辛亥革命时期湖北军政府和清政府的谈判就是选择在上海的英国租界展开。中国共产党第一次代表大会也是在上海法租界秘密召开（后转移到嘉兴）。對外方面，包括五卅运动在内的大量示威游行路线也多经过租界，以對国際势力爭取中國的同情、請願或訴求，在中国不斷融入近代國際社會後，租界法外地位政府视作主权丧失的象征，中国历届政府都在为收回租界而与租借国展开收回租界的谈判，希望共同解決歷史問題。1927年开始，各地的租界已獲列強陆续交還。
以下是部分租界收回的时间表：
- 1917年，中国参加欧战协约国，对德意志帝國和奥匈帝国宣战，收回了汉口德租界、天津德租界和天津奥租界。
- 1924年，苏联宣布放弃原俄国在华租界（天津和汉口）。
- 1927年1月3日，国民政府收回汉口英租界。
- 1927年1月10日，国民政府收回九江英租界。
- 1929年11月11日，国民政府收回镇江英租界。
- 1930年9月17日，国民政府收回厦门英租界。
- 1931年1月15日，国民政府收回天津比利时租界。
- 1943年3月30日，日本将杭州、苏州、汉口、天津四处日本租界交給汪精卫政权。应汪精卫政府要求，日方向法国维希政府施压，迫使法国放弃在华租界。
- 1945年中国抗日战争胜利后，國民政府宣布收回所有的在华租界，自此租界的历史基本上在中国宣告结束。

## 在日本设立的租界

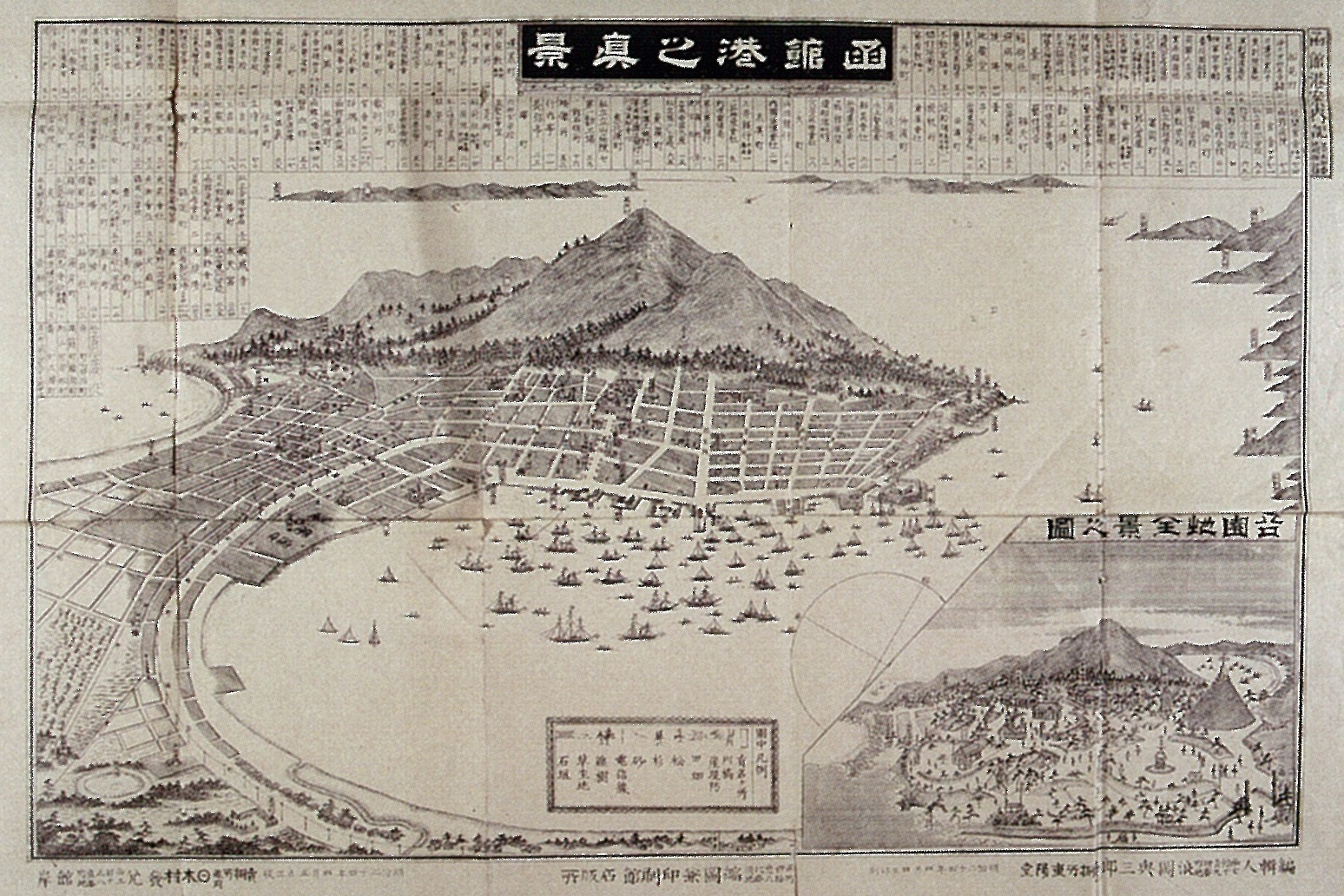
箱馆居留地

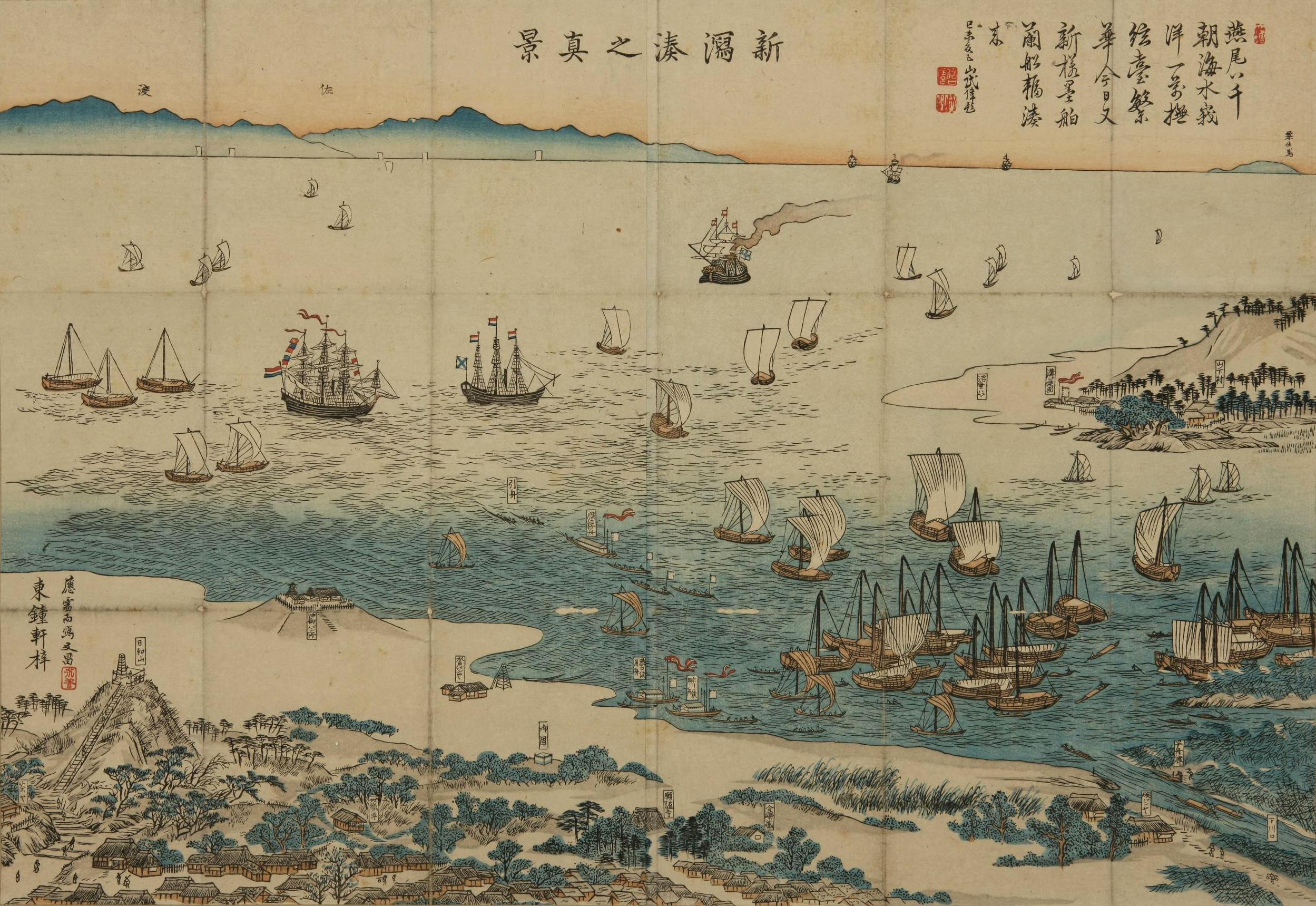
新潟居留地

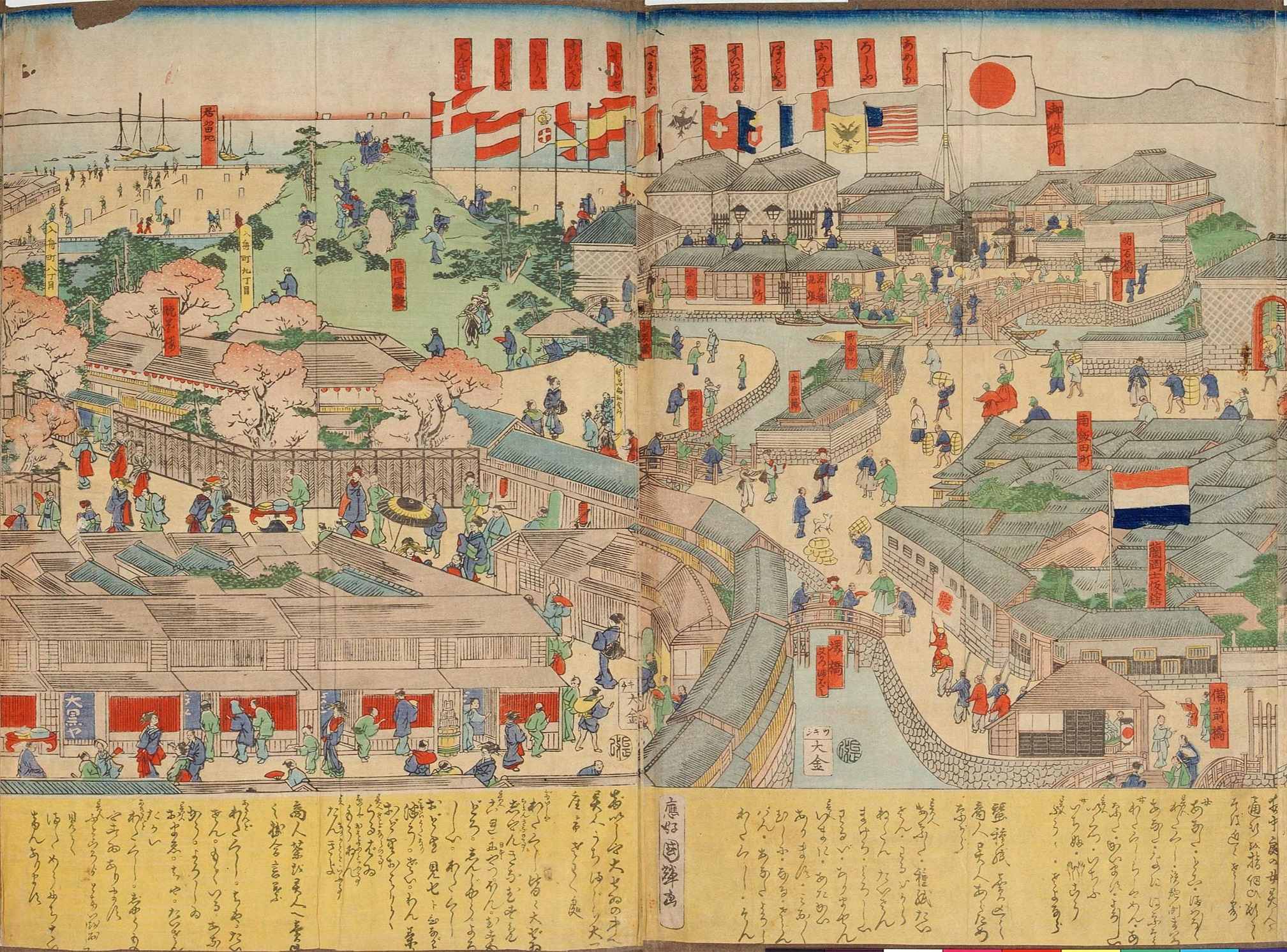
筑地居留地

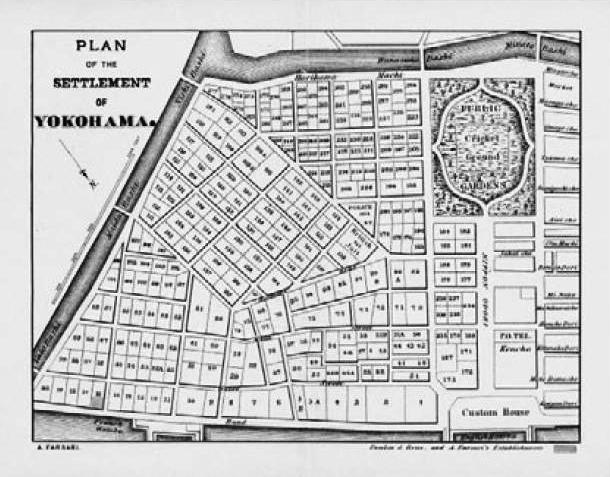
横滨居留地

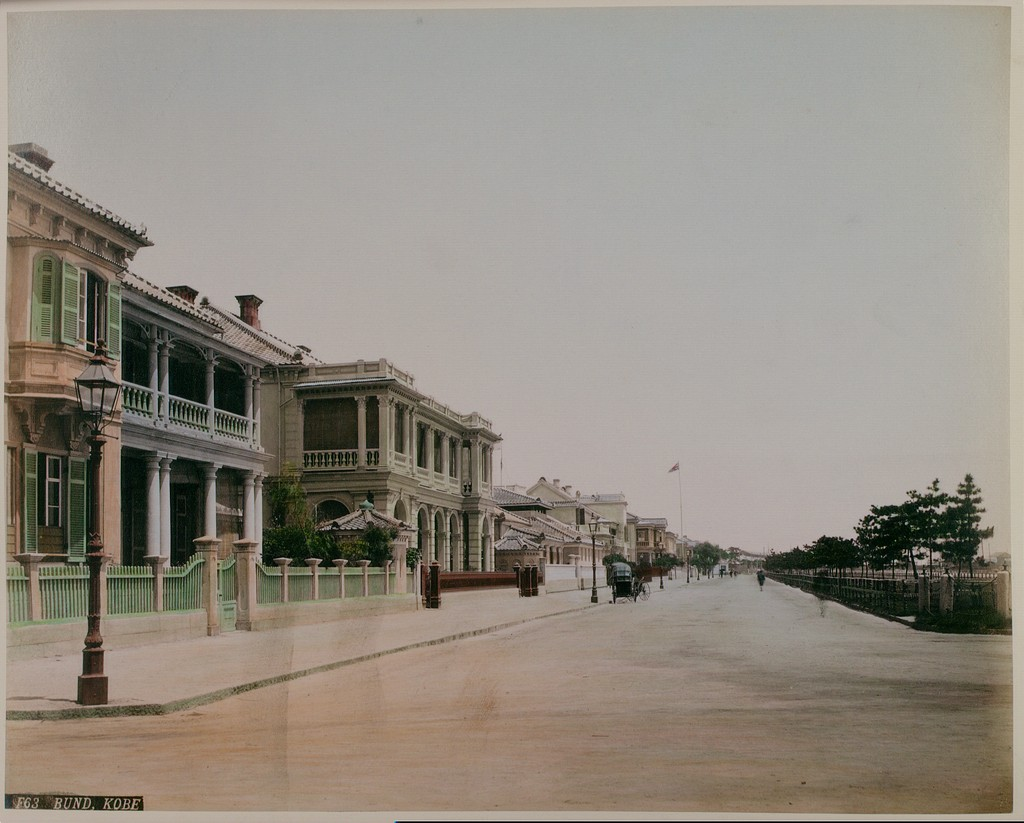
神户居留地

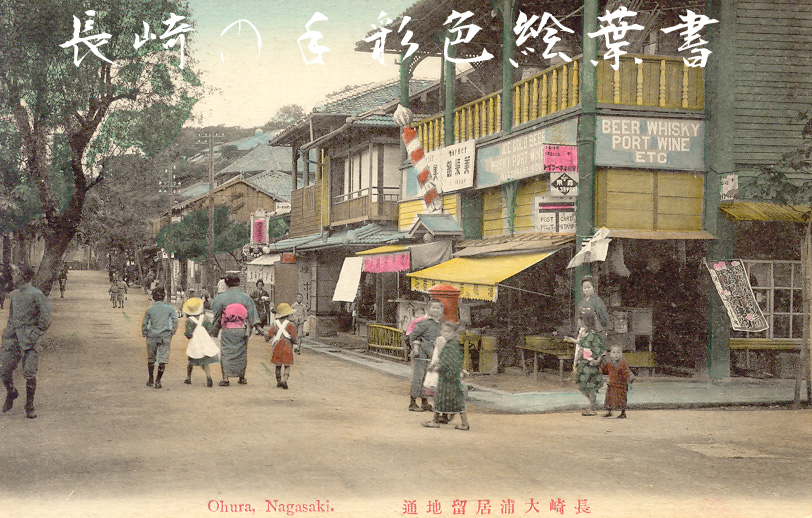
长崎居留地

1854年3月31日，日美签订《日本國米利堅合衆國和親條約》，日本开放下田、箱馆两港:49:16。1855年2月7日，日俄签订《日本国魯西亚国通好条約》:16，增加长崎开港。1857年6月17日，日美在下田签订追加条約，许可美国人在下田、箱馆居留。
1858年，日本先后与美国、荷兰、俄国、英国、法国签订《安政五国条约》，规定日本开放横滨、长崎、箱馆、神户、新潟五港和大坂、江户二市通商:49，决定下田在横滨开港六个月后闭港，同时规定外国人在这些开放地区有永久居住权:17。1859年至1869年之间，这七处陆续开港或开市，并设立“外国人居留地”（即日语的“租界”），外国人在居留地内享有永久租地权和自治权。日本的外國人居留地都是公共租界，而非某國專管租界。
1894年7月16日，日英在伦敦签订《通商航海条约》及附属文件，规定新条约在签订五年后生效，届时取消外国人居留地，其后美国、意大利、俄国、丹麦、德国、比利时、挪威、法国、荷兰、瑞士、西班牙、葡萄牙、奥地利、匈牙利各国也相继与日本签订新约。1899年7月17日，诸新约生效，日本正式废止外国人居留地:106-107。

### 箱馆居留地
1859年正式开港，划定元町一带为居留地。但箱馆的居留地有名无实，外国人杂居市内。

### 新潟居留地
1869年1月1日開港，全域为杂居地。

### 筑地居留地
东京的筑地铁炮洲外国人居留地开辟于1869年，即今日的中央区明石町一带。不过，与横滨的外国租界不同，此处并非贸易区域，而主要是基督教传教士的教堂和教会学校。这里是立教大学，明治学院大学的诞生地。这里也有许多外国大使馆，1875年美国使馆成立于此，1890年迁往赤坂。筑地居留地在1899年废止治外法权时一并撤废。

### 横滨居留地
1859年7月4日，横滨正式開港。先开辟山下居留地作为外商贸易区域。最初建造的是日本式建筑，1866年发生大火“豚屋火事”之后才改建西式建筑。同年开设日本的第一个赛马场——根岸赛马场。随着外国人的增加，1867年增设了北侧的山手居留地作为外国人住宅区。也被称为关内居留地。
1862年9月，四个英国人在生麦村（现横滨市鹤见区）的东海道上骑马时，因不肯向萨摩藩大名的仪仗队下跪而被杀，引发生麦事件。在江户时代，排外的浪人经常在附近出没，杀害外国人。此后到1875年，英国和法国驻扎军队保护侨民。
1872年，英国人修建了从新橋到横滨的日本第一条铁路。当時的横滨车站设在居留地外的樱木町，而新桥站（今汐留）设在筑地居留地的外缘。因此，日本第一条铁路便是连接筑地和横滨两个居留地的。今天，游客在山手仍可见到几座西洋建筑。

### 川口居留地
1868年，大阪与神戶、东京同时期开港，设立了川口外国人居留地。基督教各派的传教士在此定居。附近是明治和大正时代大阪府和大阪市的行政中心。

### 神户居留地
由于近畿地区攘夷气氛强烈，神户开港延迟了10年（1868年1月1日）。原神户居留地在1945年大空袭中遭受重创。

### 长崎居留地
长崎的出岛是日本锁国时代（江户时代）唯一的对外贸易港口，贸易对象局限于中国和荷兰两国。1854年外轮可以停靠补给。1859年正式开放。

## 在朝鲜设立的租界

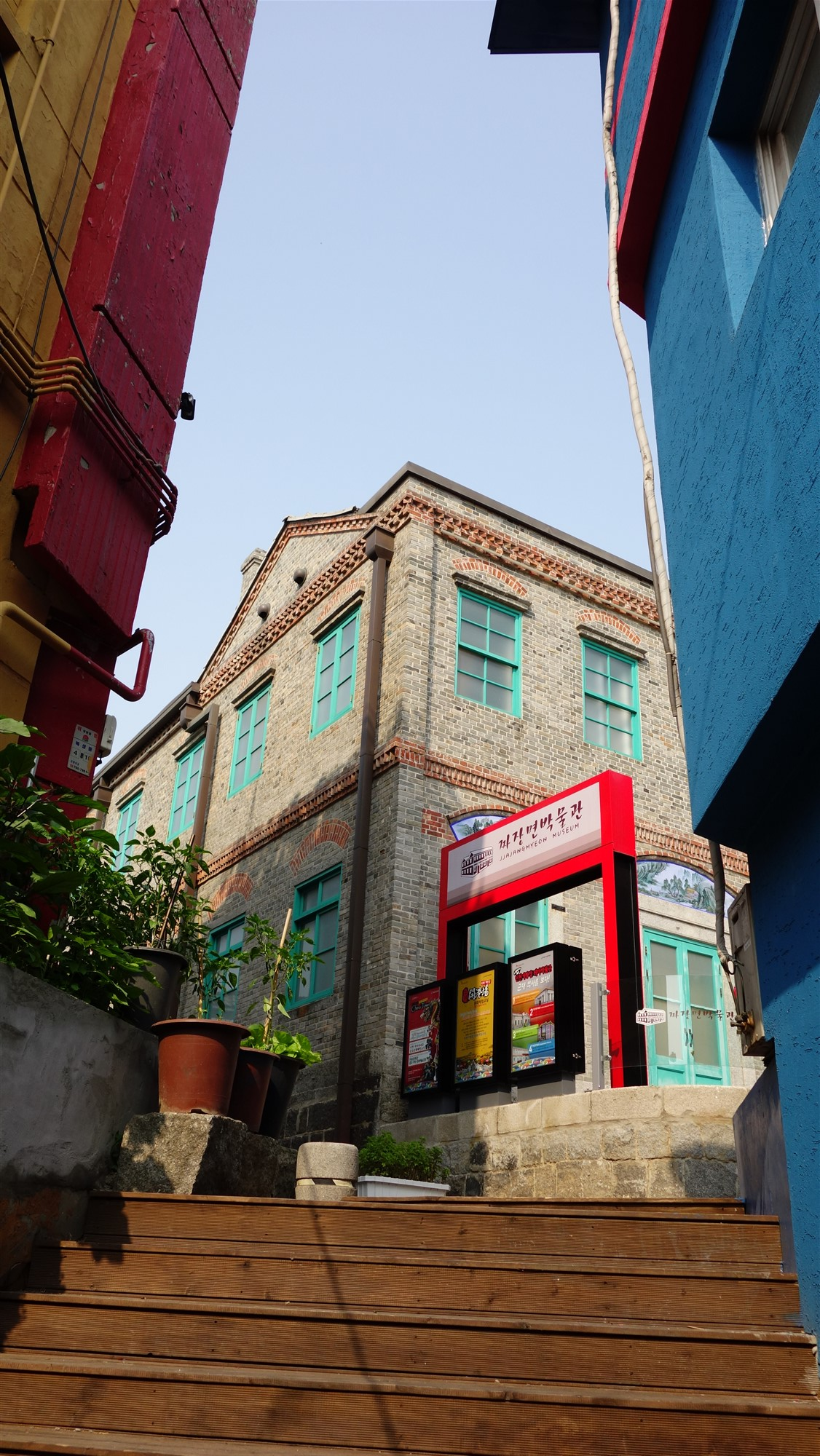
仁川中华街

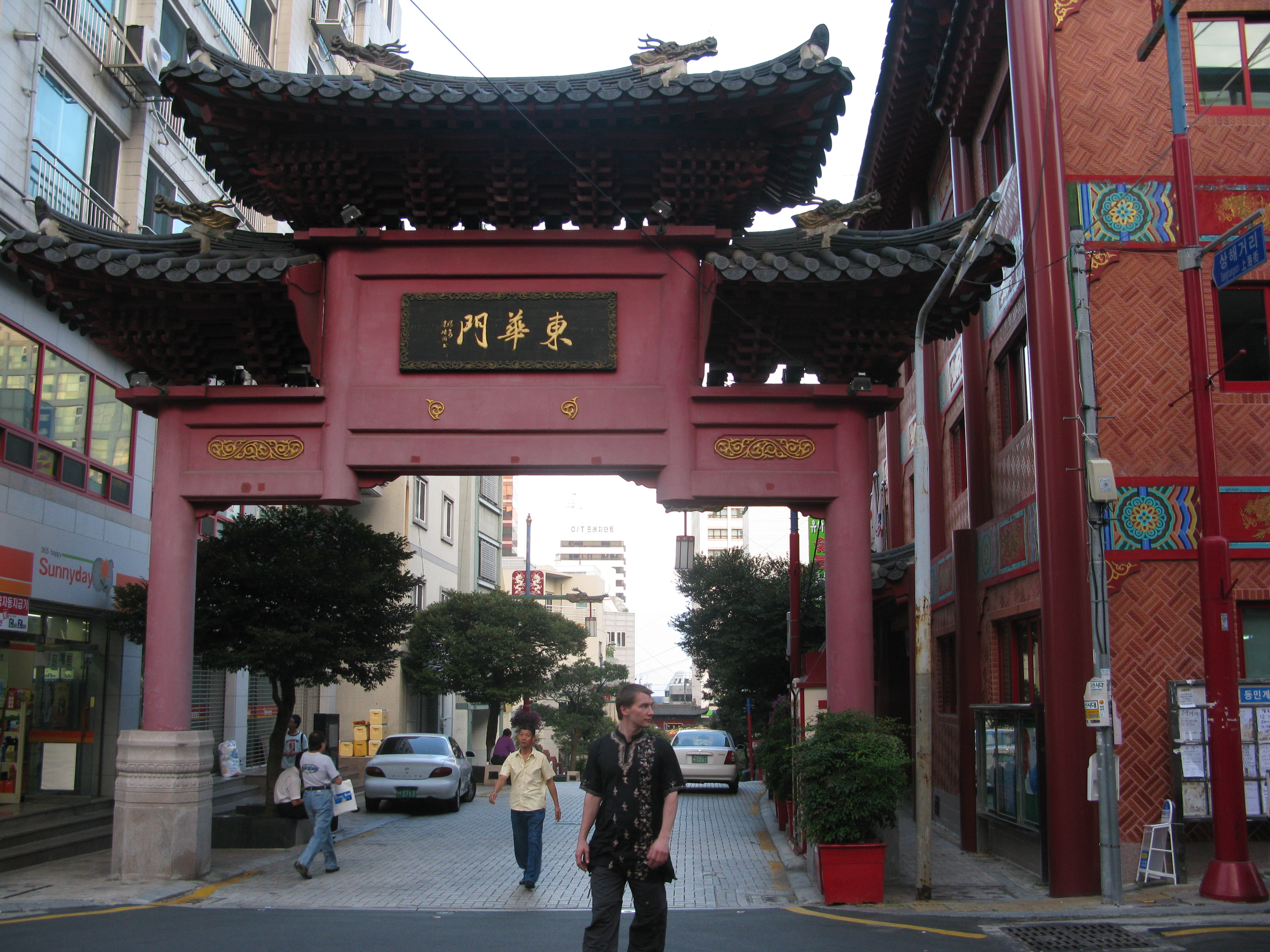
釜山中国城

### 日租界
1876年12月17日，朝鲜东莱府使洪佑昌与日本驻釜山港管理近藤真锄签订《釜山港日人居留地租界条约》:351。1879年7月13日，朝鲜讲修官洪佑昌与日本驻朝代理公使花房义质签订《元山开港预约协定》，规定元山于1880年3月23日开港通商:352。1883年9月30日，朝鲜与日本签订《仁川日本租界地居留条约》:357。1902年朝鲜与日本签订《马山浦日本专管租界协定书》，居留地面积为70万坪:383。
- 釜山日租界：1877年设定，1914年废止[33]。
- 元山日租界：1880年设定，1914年废止[33]。
- 仁川日租界：1883年设定，1914年废止[33]。
- 马山日租界：1902年设定，1909年废止[33]。

### 清租界
1882年10月1日，李鸿章、周馥、马建忠与赵宁夏、金弘集、鱼允中在天津签订《商民水路贸易章程》:29:404-407，中国在朝鲜拥有了領事裁判權和协定关税权:29，同时规定“中国商民准入杨花津、汉城开设行栈:29:406。1884年4月2日，闵泳穆与陈树棠在汉城签订《仁川口華商地界章程》:23-26:357，同年中朝又签订《会拟釜山華商地界章程》:31-34，1888年3月12日签订《元山口華商新界暂拟章程》:133:54-62。依据这些章程，清朝在朝鲜的仁川、釜山、元山相继设立了租界，给予华商居住及贸易。其中仁川清租界因华商不断增多，“商民云集租界，即无隙地营造市房”而选择在三里寨新辟租界，1887年7月18日，中朝签定《三里寨扩充华界章程》:133，仁川清租界得以拓展。
华界土地实行“国租”，地契由清驻扎当地的商务委员颁发，土地存备金由清方控制。华界由清驻扎当地的商务委员总理市政，华商商董负责界内商务等事宜，华界巡捕由英方领导，华商诉讼由清驻扎当地的商务委员负责。
1913年11月22日，中国驻韩国总领事富士英与日本朝鲜总督府外事局长小松禄签订《中国在朝鲜居留地废止协定章程》，废除了仁川、元山、釜山的中国租界:153。今仁川中华街和釜山中国城即是分别在仁川清租界和釜山清租界的基础上发展而来。
- 仁川清租界：1884年设定，1887年扩张，1914年返还[33]。
- 釜山清租界：1884年设定，1914年返还[33]。
- 元山清租界：1888年设定，1914年返还[33]。

### 俄租界
1889年6月13日，俄国要求朝鲜南海的鹿岛为俄舰队的“寄留地”:362。1900年3月30日，韩国与俄国签订《巨济岛协约》，允许俄国在马山浦设立租界:379。
- 马山俄租界：1900年设定，1909年卖给日本[33]。

### 公共租界
1890年，朝鲜允许在杨花津设立外国人共用墓地:363。
- 仁川公共租界：1884年设定，1914年返还[33]。
- 鎮南浦公共租界：1897年设定，1914年返还[33]。
- 木浦公共租界：1897年设定，1914年返还[33]。
- 群山公共租界：1899年设定，1914年返还[33]。
- 城津公共租界：1899年设定，1914年返还[33]。
- 馬山公共租界：1899年设定，1914年返还[33]。

## 租借地
租借地是一国根据条约在一定期限内为条约所规定的目的租借给另一国的领土。租借地的土地主权不发生转移，租方在租借期内取得对租借领土的使用权，租借地分为永租和定期两类。
与租界所实行的工部局自治的管理形式不同，租借期内租借国在租借地内拥有并行使排它的主权。在中国，租界的法律地位最初是南京条约附件规定的：中国政府许可了英国人在通商口岸租赁土地、建造房屋以及永久居住的权利。由于列国条约中一体均沾条款的存在，各国很快都享有了在通商口岸活动的权利，并将这种权利用各种手段，包括合法谈判和武力胁迫的手段，将权利不断扩大，但唯一不变的就是租界只存在于通商口岸。租借地的租借时间往往长于一般租界，并且这些地区不但允许外国军队驻扎，还由外国人完全掌握当地的行政权（例如德国驻青岛的胶澳总督、日本关东州长官、英国威海卫租借地总督等），中国官员不能决定这些地区的行政事务。这是租界与租借地的最大区别。

### 永久租約類的租借地

#### 猛卯三角地（南碗指定区）
猛卯三角地，也称南碗指定区、猛卯地区、勐卯三角地:23，英文称Namwan Triangle（南碗三角地）:93。猛卯三角地处于缅甸八莫至南坎的直线路线上，地理位置优越，又是沿瑞丽江北上进入云南的重要路线:93。1885年，英国吞并缅甸后，不断向云南境内扩张:72-81。1889年，英国擅自修筑了一条从八莫至南坎的公路，并企图以此将猛卯三角地据为己有:93。1897年2月， 英国与清政府签订《中英滇缅界务商务条续议附款》，其中第二条规定:“……南碗河之南，那木喀相近，有三角地一段，……，此段地，英国认为中国之地，惟是地乃中国永租与英国管辖，其他之权咸归英国，中国不用过问，其生年租价若干，嗣后再议。”此后，猛卯三角地便以“永租”的名义由英国占领并管辖:72-81。1901年10月，中英双方确定租金为每年一千印度卢比:93。
第二次世界大战期间，日本占领了猛卯三角地。1945年1月，中国驻印军第二期在缅北滇西作战中:72-81:229，收复了猛卯三角地，设立“光复乡”。但不久迫于英国压力，又将“光复乡”撤消，仍由英国占领:72-81:98。1948年1月4日，缅甸宣布独立，继承了英殖民政府与中国尚未解决的边界问题。从1956年10月至1960年1月，中缅双方为解决边界问题，进行了多次谈判，其中主要的纠葛就是如何处置猛卯三角地的“永租”关系:29。
1960年1月，周恩来向来华访问的奈温提出了“一揽子”解决中缅边界问题的方案，其中包括“原属中国的南碗指定区在缅甸管辖下的时间已经很久，从交通的角度看，这个地区留在缅甸比较便当。”奈温表示同意:37。1960年10月1日，周恩来和吴努在北京签订《中华人民共和国和缅甸联邦边界条约》，中缅双方决定废除缅甸对属于中国的猛卯三角地（南碗指定区）所保持的“永租”关系。中国同意把这个地区移交给缅甸，成为缅甸联邦领土的一部分。

#### 澳门
1887年12月1日，清政府签署中葡《和好通商条约》:349，允许葡萄牙人“永居管理”澳门:527:351。但中国并未完全丧失对澳门的主权:346:527，中国保留了葡萄牙如将澳门让与他国，须经中国同意的权力:346:527:352。
1976年，葡萄牙修改宪法，承认澳门为葡萄牙管治下的中国领土:530。1986年6月30日至1987年3月23日，中葡双方为解决澳门问题在北京先后进行了四轮谈判:163。1987年4月13日，中葡两国正式签署《中葡聯合聲明》:530，公告中国将于1999年12月20日对澳门恢复行使主权:序。1999年12月20日零时，中葡两国政府完成了澳门政权的交接。同日成立澳門特別行政區政府，澳门成为中国的一个特别行政区。

### 定期合同的租借地
- 胶澳（今属青岛市）：1898年3月6日，依据《胶澳租借条约》租给德国，为期99年；1914年11月，日本占领；1922年2月4日，中日签订《解决山东悬案条约》及其《附约》，又于1922年12月1日签订《山东悬案细目协定》，中国于12月10日赎回租借地主权，以及胶济铁路。
- 关东州（今属大连市）：1899年8月16日，根据《旅大租地条约》租予俄国，为期25年；1905年《朴次茅斯和约》转让给日本；1945年二战结束日本投降后由苏联接管，并最终于1955年归还中国。
- 广州湾（今属湛江市）：1899年11月16日，根据《中法互订广州湾租界条约》租给法国，为期99年；1943年2月21日，日本与维希法国签订《共同防御广州湾协议》，被日本占领；1945年8月18日，根据《中华民国国民政府与法国临时政府交接广州湾租借地条约》被中国收回。
- 新界（今属香港，貼近深圳水域劃歸深圳市）：1898年6月9日，根据《展拓香港界址专条》租给英国，为期99年；1997年7月1日，主权移交中国。
- 威海卫（今属威海市）：1898年7月1日，根据《订租威海卫专条》租给英国，为期25年；1923年5月31日，《接收威海卫协商意见书》签订；1930年10月1日归还中国。
- 中东铁路附属地：根据1896年《中俄密约》和《华俄道胜银行承办建造东省铁路合同》授予俄国租地权。1905年南满洲铁道附属地转让给日本。中东铁路其余部分的附属地在1920年9月23日被中国北洋政府收回，改称东省特别区。1931年滿洲國成立後仍維持，1933年更名為北滿特別區，1935年廢除。
- 南满洲铁道附属地：1905年日本从俄国手中接收，1945年被中国收回。
- 拉哈苏苏荒地：光绪二十九年十二月（1902年1月）吉林将军与驻吉俄办交涉大臣刘巴议定《俄人租拉哈苏苏荒地草约》，租用拉哈苏苏荒地三段，租期二十年[55]:32。

- 芋崎：1861年3月13日，俄舰驶入对马尾崎浦，3月23日向对马藩提出要求租借芋崎。后在英国的干预下，俄舰最终于当年的9月19日撤走，租借之事不了了之[27]:20[28]。

- 七重村：1869年3月31日，蝦夷共和國和普鲁士签订《蝦夷地七重村開墾条約書》，将北海道七重村一带土地租给德国人开发经营，租期99年。1871年1月30日，由日本政府赎回[27]:103[28]。

- 龙山：1890年7月6日，日本要求在龙山划定日本商人租借地[32]:363。

- 月尾岛：1890年12月12日，朝日签订《月尾岛基地租借条约》，面积4900坪，年税80元[32]:363。

- 绝影岛：1898年2月25日，韩国政府允许俄国租借釜山绝影岛[32]:374；同年3月30日，韩国政府外部划定绝影岛北端90万平方米土地作为日、美、法、英、德等国的租借地[32]:375。

- 三门湾：三门湾东起南田岛长皮长岬角，西迄海游镇，毗连大陆，南至浦坝港牛头门，北达泗洲头，有岛屿68个[56]:35。1899年2月28日，意大利向清政府提出租借三门湾及其附近沿海领土的要求，租期25年到50年，由于清政府的强硬态度以及英、日等国的牵制，同年10月，意大利最终放弃租借三门湾的企图[57]:76-101[56]:38-39[58][59]:26。

- 三和港：1902年，韩国向各国公使馆通告公卖三和港（镇南浦）租借地段事宜[32]:383。

- 龙岩浦：1903年4月21日，俄军占领龙岩浦，5月25日，俄国在龙岩浦设立炮台，并增派200名军人。7月30日，韩国森林监理赵成协与俄国森林会社签订龙岩浦租借条约。8月10日，英、日驻韩公使要求撤销龙岩浦租借地[32]:385。1904年2月8日，日俄战争爆发[32]:386，韩国政府趁机于当年5月18日宣布废止森林采伐契约[32]:387。

## 类似租界区域
鸦片战争后，除租界和租借地外，在中国还出现了避暑地、贸易圈、铁路附属地、外国人居留区、公共通商场等类似租界区域:222。

### 避暑地
避暑地，是来华外国人为盛夏消暑而在深山、海滨开辟的居留区域。他们仿效租界制度，在这些区域中组建自治机构，使避暑地发展成类似租界的地区，因此也被称之为“租界”:248。
- 庐山：分为英国人开辟的牯岭（Kuling）避暑地和俄国人开辟的芦林避暑地[4]:248。
- 北戴河
- 莫干山
- 鸡公山
- 鼓岭（Kuliang）：清光绪十二年（1886年），美国人S.F.伍丁任尼在鼓岭乡宜夏村建起第一座别墅以后，英、法、美、日、俄等20多个国家的在福州人士联合成立“鼓岭联盟”和“公共发展委员会”，租用鼓岭的田地、山园，先后营建了316幢避暑别墅，这些建筑物多为石木结构，作为乘凉的场所[60]。
- 刘公岛：中华民国十九年四月十八日（1930年），中华民国国民政府外交部长王正廷与英国驻华公使蓝普森于南京签订《交收威海卫专约及协定》，其附件二协定国民政府允将刘公岛内房屋数所借与英国政府，作为英国海军消夏、养疴之用，以十年为期[61]:795。

### 贸易圈
贸易圈，又名买卖圈子、货圈，也称贸易亭、买卖亭、货物圈子，是咸丰元年后，俄国在新疆开辟的类似租界的居留、存货、贸易区域:339:274:237。贸易圈的土地制度与租界完全不同，其土地由清政府无偿指拨，故俄人无需租借土地，无需支付租价或地价，并可免交地税。与租界近似的是贸易圈行政由俄国当地领事进行管理，市政由俄人自理，经费由俄人自集，但当地中国居民并不受其管理，也不用向其缴纳市政经费:340。1917年十月革命后取消:237。
- 伊犁俄人贸易圈
- 塔尔巴哈台俄人贸易圈
- 乌鲁木齐俄人贸易圈

### 铁路附属地
铁路附属地即东省铁路干线和支线附近被俄国、日本占据的建造、经营、防护铁路必需之地及扩展区域:257。拥有行政、驻军、警察等多种权力，中国在此区域内的主权受到限制。铁路附属地的性质类似租界，但范围远比租界为大。
- 中东铁路附属地
- 南滿鐵路附屬地

### 通商场
通商场是清政府于甲午战争后在30多个通商口岸开辟的外国商民居留、贸易区域。与租界不同的是，通商场仍由中国官府管辖:279。
- 龙山：1884年8月18日，朝鲜应日本要求，以龙山为各国开市场[32]:357。

### 东交民巷北京使馆界
北京使馆界是帝国主义列强通过《辛丑条约》在天安门东南方东交民巷一带划定的使馆保卫界:344:506，俗称“东交民巷”:345。使馆界开辟之初:511，分为两个共管区和一个专管区域:345。御河以东的东使馆区由奥、意、德、比、法、日、西共同管理，御河以西的西使馆区由俄、美、荷共同管理，中区则为独自管理的英国使馆区:511:345。
1914年1月，列强订立《北京公使馆区域规则》:345，成立由3名官选委员和2名民选委员组成的行政委员会共同管理日常行政:345、434，委员会须接受公使团的监督:345:512。1928年，列强纷纷承认南京国民政府，使节也陆续南下，使得北京使馆界成为没有使节入驻的区域，如同一个特殊的公共租界:345。
1946年7月，成立北平使馆界官有资产及官有债务义务清理委员会负责处理使馆界的接收清理工作。1947年12月26日下午5时，《北平使馆界官有资产及官有义务债务清理委员会与外籍顾问协议书》在北平市政府西花厅的正式签字，标志着北京使馆界的正式收回:516-517。

### 捕鲸基地
1904年1月11日，韩国与日本签订租借长箭浦、珍浦岛、蔚山浦三个港口作为日本捕鲸基地的契约:386。

### 黑瞎子岛、江东六十四屯、黑顶子

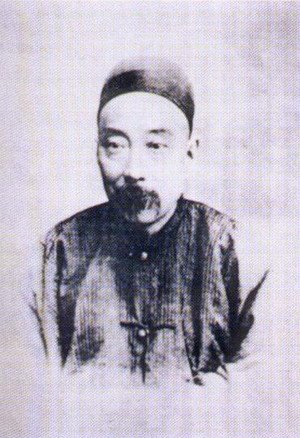
会办北洋军务吴大澂像

- 抚远三角洲，通称“黑瞎子岛”，位于黑龙江和乌苏里江汇合处，是一个由两江冲积层构成的不规则三角形洲渚。东西长90里，南北宽5-40里[62]:7，面积324.48平方公里[63]，岛中部和东部南端分别有木克赫德屯和乌苏里昂阿屯，向为渔猎的中国人居住[62]:7。1858年5月28日，中俄签订《璦琿條約》[62]:153，1860年11月14日，中俄签订《北京条约》[62]:154，中俄以黑龙江和乌苏里江为界，抚远三角洲位于黑龙江以南，乌苏里江以西，应属中国领土[62]:7。1861年，富尼扬阿和吉成克在两江汇合处的莫勒密共立耶字界牌[62]:7、14。1886年，沙俄将木牌改为石牌，并将界牌由乌苏里江口向南移动几十里[62]:7，立在乌苏里江东岸的卡扎克维切夫[62]:14。1907年，沙俄二十多名官兵将界牌强行移至乌苏里江西岸的乌苏里镇[62]:7、14，随后逐渐侵占了抚远三角洲[62]:7。2004年10月14日，李肇星和拉夫罗夫在北京签订《中华人民共和国和俄罗斯联邦关于中俄国界东段的补充协定》[64]，抚远三角洲西半部171平方公里土地归属中国，由抚远县代管[63]。2008年10月14日，中俄双方在黑瞎子岛举行中华人民共和国与俄罗斯联邦国界东段界桩揭幕仪式[65]，同日，中国人民解放军边防部队登岛驻防[65][66]。

- 江东六十四屯，为今黑龙江省黑河市爱辉区对面黑龙江东岸的64个村屯总称，原为中国领土[62]:7，1858年5月28日，中俄签订《瑷珲条约》，中国割让黑龙江以北、外兴安岭以南的领土[62]:153，唯保留原居住在瑷珲对岸北起精奇里江（今结雅河），南至豁尔莫勒津屯（今黑龙江省逊克县霍尔莫津村）对岸的江东六十四屯地区的满汉民户的永久居住权[62]:8、71、153，中国政府有永久管辖权[62]:71。长90公里，宽40公里，东面于1880年、1883年设封堆为界[62]:8[62]:8、71。1900年，沙俄制造江东六十四屯惨案[62]:71，强行侵占了六十四屯地区[62]:8、71。俄国阿穆尔地区军事长官随即于8月12日宣布江东六十四屯地区由俄国接管[67]:75。

- 中俄共管乌苏里江以东地区：1858年5月28日，中俄签订《瑷珲条约》，规定乌苏里江以东至日本海的40万平方公里的中国领土由中俄共管[62]:153，1860年11月14日，中俄签订《北京条约》，又确定将此40万平方公里的中国领土划归俄国[62]:154。

- 黑顶子，又名“乌尔浑山”，位于图们江下游北岸，1880年前，被沙俄占据，并改名“萨维洛夫卡”，经过吳大澂反复交涉[62]:8，1886年10月12日，中俄双方在楚卡诺夫卡河畔签订《珲春东界约》，其中规定中国收复图们江下游北岸的黑顶子地区[62]:161，旧有俄国卡伦、民房迁回俄境[62]:8。

### 基伍地区
基伍地区，北起浦松山，南到亚拉，东抵中不传统习惯线，西止帕尔登和萨则登，面积90平方公里。1889年，噶廈将基伍租给不丹哈阿宗与藏牧民共同使用。目前处于中不双方混牧状态:123。

### 尼米地区
尼米地区，位于中尼边界西部，面积1200平方公里，分布着三个藏族村庄，历史上该地居民一直每年向阿里地区普兰宗缴纳265卢比的税。1856年藏尼战争后，尼泊尔开始干涉尼米事务，后逐步形成藏、尼共管的局面:201。1961年10月5日，刘少奇和马亨德拉在北京签订《中华人民共和国和尼泊尔王国边界条约》:211-215，尼米地区划归尼泊尔:206。

### 白龙尾岛
白龙尾岛，位于北部湾西部，距中国海南岛最近处130公里，距越南海防市为120公里，1887年，清政府和法国签订《中法越南续议界务专条》，以东经108度3分13秒为海界划分北部湾岛屿，白龙尾岛归法方所有，但该岛亦有中国渔民定居。1949年，有部分国军逃窜至白龙尾岛，1954年5月法军在奠边府战役中战败，法军撤出包括白龙尾岛在内的越北地区。1955年7月，中国人民解放军进驻该岛并建立起管理机构，成立基层组织“中共儋县委员会浮水洲工作委员会”和驻军单位“中国人民解放军海南军分区浮水洲守备大队”。1957年3月，由中国代管的白龙尾岛按照1887年的条约被归还给越南。